# 目黒正徳
目黒 正徳（めぐろ まさとく、1948年1月30日 - ）は、千葉県出身の元騎手・調教助手。

## 来歴
馬事公苑花の15期生の一人であり、柴田政人・岡部幸雄・福永洋一・伊藤正徳と同期である。目黒ら15期生16人が日本中央競馬会の分場がある印旛郡白井町（現・白井市）に1年間だけの予定で移ってきた際、幼い日から同級生としてよく遊んでいた高松邦男が、母・信子から買ってもらった差し入れの饅頭を持って励ましに来たこともあった。高松はそこで柴田と初めて対面するが、その時の印象を「会ったというよりは、見たという感じだったな｡ 全員の中で一番小さめの男が、クリクリ坊主頭で、東北出身者独特のいたずら小僧の感じに見えた。ああ、これが柴田政人かっていう、小さな印象です」と後に振り返っている。
1969年3月2日に東京・勝又忠厩舎からデビューし、第3競走4歳90万下・ミツワスパーク（12頭中9着）で初騎乗を果たす。7月5日の新潟第3競走障害4歳以上未勝利・ミツワハニーで初勝利、同20日の新潟第3競走障害4歳以上未勝利ではデイーノターフで2勝目を挙げるが、共に2着は同期の星野信幸が騎乗するフジノテンカであった   。
8月17日の新潟第10競走4歳以上100万下・マサミネで平地初勝利、10月の福島開催では25日に初の1日2勝を挙げるなど4勝をマーク 。
1973年に栗東・大根田裕也厩舎へ移籍すると、1975年にはエリモカンセイとのコンビで京阪杯を制す。3連勝で人馬共に重賞初制覇となったが、管理する大根田も初制覇であった。
1976年からは平地の騎乗に専念し、1978年には自身初の2桁となる10勝をマーク。1979年のサンケイ大阪杯ではメトロジャンボに騎乗して0.2秒差に6頭がひしめく大混戦を制し、ホクトボーイ、テンメイ、エリモジョージと3頭の天皇賞馬にリュウキコウを抑えて重賞2勝目を挙げる。
1981年には自身2度目の2桁となる10勝を挙げ、その後は再び1桁台に落ち着く。騎乗数も年々減っていき、1982年は3勝に終わるが、8月7日の阪神第2競走3歳新馬で9頭中8番人気のグリーンステイツ、10月24日の福島第6競走4歳以上400万下では14頭中14番人気のヤマノレデイを勝利に導いて波乱を呼ぶ。
1983年からはフリーとなるが、1986年は自己最低の2勝に終わり、4月12日の阪神第3競走4歳未勝利・リンボースワローが最後の勝利となった。1987年は3着4回が最高で、11月14日の福島第4競走4歳未勝利・ニホンピロモンテ（12頭中6着）が最後の騎乗となり、騎乗数が0となった1988年限りで現役を引退。
引退後は松田博資厩舎の調教助手となり、二冠牝馬のベガを担当した。2012年には福永洋一記念当日の高知で開かれた花の15期生の同期会に参加し、洋一を囲んでの会見ではエピソードを語った 。

## 騎手成績
| 通算成績 | 1着 | 2着 | 3着 | 4着以下 | 騎乗回数 | 勝率 | 連対率 |
| -------- | --- | --- | --- | ------- | -------- | ---- | ------ |
| 平地     | 90  | 88  | 120 | 932     | 1230     | .073 | .145   |
| 障害     | 15  | 16  | 25  | 90      | 146      | .103 | .212   |
| 計       | 105 | 104 | 145 | 1022    | 1376     | .076 | .152   |

### 主な騎乗馬
- エリモカンセイ（1975年京阪杯）
- メトロジャンボ（1979年サンケイ大阪杯）